# 張厲生
張 厲生（ちょう れいせい、1901年6月17日〈光緒27年5月初2日〉 - 1971年〈民国60年〉4月20日）は、中華民国の政治家・外交官。中国国民党（国民政府）の政治家で、後に行政院秘書長、副院長などの要職をつとめた。旧名は維新。字は少武、星舟。

## 事跡

### フランス留学前後
商人の家庭に生まれる。1917年（民国6年）、南開学校に入学した。なおこの時には周恩来が同学にあった。1920年（民国9年）11月、張厲生はフランスに留学する。フランス語を学習した後の1922年（民国11年）秋にパリ大学に入学する。社会学を専攻したほか、社会経済・政治経済も学習した。翌年冬には、パリで中国国民党に加入している。この頃、同じくフランスに留学していた周に対し、反共右派の立場から論争を展開した。
1925年（民国14年）夏、帰国し、張厲生は上海中山学院で主任教授に任命された。このとき、陳果夫と面識を得ている。翌年夏に国民党が北伐を開始すると、張厲生は武漢に赴いてこれに参加した。1927年（民国16年）、王天培率いる国民革命軍第10軍で政治部主任に任じられた。
その後まもなく、杭州市長邵元沖の下で市政府主任秘書となっている。同年、上海クーデター（四・一二政変）が発生すると、張厲生は南京市党部監察委員となる。翌年3月には、国民革命軍総司令部秘書、国民党南京市党部党務指導委員を歴任した。

### CC派への加入、離脱
1929年（民国18年）3月の国民党第3回全国代表大会後に、張厲生は陳果夫率いる中央組織部秘書に任命された。以後、陳果夫・陳立夫兄弟率いるCC派の一員の目されることになる。1932年（民国21年）、豫鄂皖三省剿匪総司令部党政委員会党務処長に任ぜられ、中国共産党掃討を補佐する政治工作に従事した。
満洲事変勃発後の1932年（民国21年）10月、軍事委員会委員長行営北平軍事代表兼河北省政府委員として、華北一帯の党務を担当することになった。張厲生は、華北12省の党部を蔣介石支持とさせ、蔣介石から賞賛を受けた。さらに、中国文化建設協会を設立して三民主義宣伝を進め、また、CC派の勢力拡大も果たしている。
1935年（民国24年）11月、国民党第5回全国代表大会において、張厲生は中央執行委員に当選した。翌年2月、国民党中央組織部長に昇進して、全国党務を主管している。日中戦争勃発後、中央組織部は大本営第6部に改組・編入され、陳立夫が部長、張厲生が副部長を兼任した。
まもなく、第6部も廃止されて第二次国共合作に従った軍事委員会政治部が成立し、陳誠が部長、周恩来・黄琪翔が副部長、張厲生が秘書長に異動する。このとき、陳果夫・陳立夫兄弟は、このような人事は組織系統を乱すと反発したものの、張厲生はこれを省みず、以後CC派から離脱することになった。さらに張厲生は、政治部副部長に昇進している。

### 国民政府最高幹部として
1941年（民国30年）2月、張厲生は国防最高委員会党政工作考核委員会秘書長となる。さらに翌年12月には、行政院秘書長兼国家総動員会議秘書長となり、蔣介石らの政務の事務方として辣腕を振るった。1944年（民国33年）12月、内政部長も兼任し（秘書長は翌年6月に辞任）、地方自治や人口調査の制度整備に尽力している。また、国民大会選挙の事務も主管した。1948年（民国37年）11月、行政院長翁文灝の辞職に伴い、張厲生も内政部長を辞任した。
1949年（民国38年）、中華民国政府とともに張厲生も台湾に逃れた。台湾では、台湾省政府主席陳誠の招請に応じて、台湾省地方自治研究会主任委員として、地方制度の整備を進めている。1950年（民国39年）3月、陳誠が行政院長に任じられると、張厲生は行政院副院長に任じられ、土地改革や地方自治で事務を担当し、成果をあげている。
1954年（民国43年）8月、国民党中央委員会秘書長に任じられる。1959年（民国48年）、駐日特命全権大使として日本に駐在した。しかし、1963年（民国52年）8月、日本の内閣総理大臣の池田勇人が台湾の大陸反攻政策は幻想に近い旨の発言をしたため、中華民国政府は激怒し、張厲生を召還した。以後、張厲生は引退し、清貧な生活で晩年を送っている。
1971年（民国60年）4月20日、台北にて病没。享年71（満69歳）。

## 注
1. ↑  彭国棟「張少武先生行状」（『革命人物志』（台湾）第11集）による。なお呉相湘「張厲生主弁両次大選」（『民国百人伝』第4冊）によると、1900年5月29日（清光緒26年5月初2日）としている。以上、経盛鴻・朱正標「張厲生」、65頁参照。